# Kariwa
Kariwa (刈羽村, Kariwa-mura) est un village du district de Kariwa, dans la préfecture de Niigata au Japon.

## Géographie

### Situation
Le village de Kariwa est une municipalité de l'ouest de la préfecture de Niigata, au Japon, composée de deux enclaves, l'une située dans la partie nord de la ville de Kashiwazaki, au bord de la mer du Japon, et l'autre dans l'ouest de Nagaoka.
La centrale nucléaire de Kashiwazaki-Kariwa se trouve en partie sur le territoire de Kariwa.

### Démographie
Au 1er mars 2016, la population de Kariwa s'élevait à 4 732 habitants répartis sur une superficie de 26,27 km2.

### Municipalités voisines
| Kashiwazaki | Kashiwazaki | Nagaoka |
| Kashiwazaki | Kariwa      | Nagaoka |
| Kashiwazaki | Kashiwazaki | Nagaoka |

## Histoire
En 1901, au cours de la mise en place du nouveau système d'administration des municipalités élaboré par le gouvernement de Meiji, le village de Kariwa est officiellement fondé.

## Symboles municipaux
L'arbre symbole de la municipalité de Kariwa est le pin et sa fleur symbole la fleur de pêcher.

## Jumelage
Le village de Kariwa est jumelé avec les municipalités suivantes :
- Half Moon Bay (États-Unis) depuis le 13 octobre 1995.